# Crescent Township (Iowa)
Crescent Township est un township du comté de Pottawattamie en Iowa, aux États-Unis,.
Le nom Crescent, en français : croissant, vient de la forme des falaises qui longent la rivière Missouri.

## Source de la traduction
- (en) Cet article est partiellement ou en totalité issu de l’article de Wikipédia en anglais intitulé « Crescent Township, Pottawattamie County, Iowa » (voir la liste des auteurs).